# Сін Су Чон
Сін Су Чон (кор. 신수종, 15 лютого 1988) — південнокорейський плавець.
Учасник Олімпійських Ігор 2008 року.